# Limnebius octolaevis
Limnebius octolaevis är en skalbaggsart som beskrevs av Perkins 1980. Limnebius octolaevis ingår i släktet Limnebius och familjen vattenbrynsbaggar. Inga underarter finns listade i Catalogue of Life.